# 딩시린

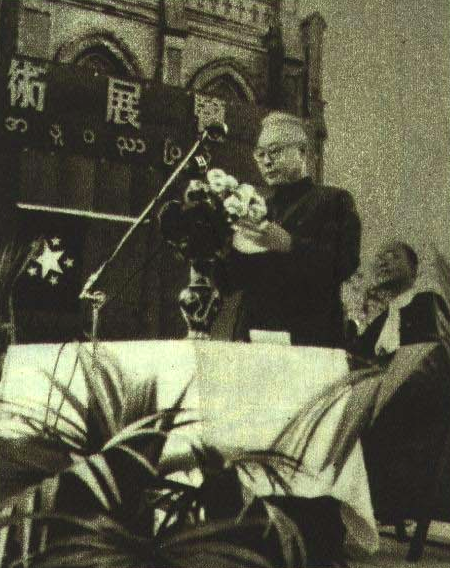
1951년 12월에 중국 문화 대표단의 일원으로 버마를 방문한 딩시린

딩시린(중국어: 丁西林, 병음: Dīng Xīlín, 한자음: 정서림, 1893년 9월 29일 ~ 1974년 4월 4일)은 중국의 극작가, 물리학자, 사회 활동가이다. 본명은 딩셰린(丁燮林)이고, 장쑤성 타이싱시에서 태어났다. 어린시절부터 문학을 즐겼을 뿐만 아니라 서예, 회화, 음악에 이르기까지 각별한 흥취를 갖고 있었다. 그는 일찍이 영국에서 물리학을 연구하면서 과외로 극본창작에 힘썼다. 해방 전에 그는 베이징 대학과 중앙대학의 물리학교수를 역임하였다. 해방 후에는 문학예술사업과 대외문화교류 활동에 적극 참가하여 많은 기여를 하였다. 그의 희극작품에서는 희극적인 사건, 교묘한 구성, 신랄하고 유머러스하며 개성적인 언어의 유기적인 결합으로 더욱 희극적인 효과를 보여주고 있다.

## 작품 해설
- 작품(극본) - 《말벌 馬蜂》, 《사랑하는 남편 親愛的丈夫》, 《술마신 뒤 酒後》, 《북경의 공기》, 《한쪽 눈이 멀었네 瞎了一雙眼》, 《압박》
  - 《말벌 馬蜂》(1923年, 그의 처녀작, 단막희극) - 겉으로는 자녀들의 혼인자유를 용허하는 자태로 나오나 실례로는 반대하는 길(吉)씨 부인을 묘사하였다. 이에 여(余)아가씨는 '거짓말'로써 어머니를 속여넘기고 자기들의 자유연애를 실현하는 것을 그 줄거리로 하였다. 극중에서 길씨부인은 에누리 없는 수구파로 형상화되었고 길선생과 여아가씨는 말로 남을 잘 속여넘기는 안팎이 다른 젊은 인테리들로 묘사되었다. 이 시기의 그의 극작품은 대개가 사회 중의 신구세력 사이의 모순과 불합리한 사회적 현상을 폭로하는 것을 주요한 내용으로 하였으며, 그는 왕왕 재치있는 필치로써 지식인과 시인들의 생활에서 나타나는 낙후성과 허위성 따위에 풍자와 조소를 보내고 있다. 그러나 이 시기에 그의 극본의 제재는 현실성이 부족하였고 왕왕 사건을 교묘하게 꾸미는 데에 그치고만 감을 준다.
  - 《압박》(1925年, 단막극) - 초기 작품들과는 달리 일부 사회적 문제를 반영하기에 주의를 기울였고 야만적 질서와 압박으로 충만되었던 당시의 현실을 질책하고 있다. 이 작품에서 묘사한 사건은 아주 간단한데, 이 작품에 등장하는 전세를 놓아 살아가는 늙은 부인은 홀몸인 남자들에게 절대 집을 세주지 않으려 하는데 하루는 그의 딸리 어머니를 속이고 대성공사(大成公司)에서 일하게 된 독신인 기사에게 집을 내주기로 응낙하고 선금까지 받았다. 그래서 늙은 부인은 딸이 받아놓은 선금을 물리며 집을 세주지 않겠다고 하고, 선금을 준 기사는 집에 들겠다고 하여 옥신각신 하였다. 이때에 공교롭게도 셋집을 얻으려 찾아든 한 여성손님이 기사와 함께 이 늙은 부인을 실패자가 되게 하는 것으로 이 극은 맺는다. 여기서 극작가는 가족이 없는 것만도 서러운 데다가 셋집까지 얻을 수 없는 이런 불합리한 현상을 비판하며 그런 피'압박'자들에게 동정을 보내고 있다.

- 작품(후기 극본, 단막극) - 《3원짜리 국폐 三塊錢的國幣》,《마님이 돌아오기를 기다려 等太太回來的时候》,《묘봉산 妙峰山》은 모두 항일 전쟁 시기에 쓴 것으로, 생활의 일정한 측면을 통하여 당시 인민들의 생활을 진지하게 반영하였으며, 민족적 지조를 깡그리 팔아먹은 한간과 매국노를 통박하고 인민을 마구 짓밟은 암흑통치를 폭로, 비판하였다.

## 참고 자료
권철, 김제봉 (1989). 《중국 현대 문학사》 1990판. 청년사. 192쪽.